# 京阪3000系電車 (2代)
京阪3000系電車（けいはん3000けいでんしゃ）は、2008年（平成20年）に登場した、京阪電気鉄道（京阪）の優等列車用車両。コンフォート・サルーン（COMFORT SALOON）の愛称を持つ。
中之島線開業のシンボルとして、同線直通の快速急行用として登場した。特急用車両（8000系）に次いでグレードが高い車両として製造された。後に特急への充当が増加し、8000系を補完しつつも京阪電車のイメージリーダーとしての一翼を担う（登場時の9000系と同様にJRにおける近郊形車両に相当）。2013年（平成25年）に運用を終了した特急車の初代3000系と区別するため「2代目3000系」「新3000系」とも呼ばれる。

## 概要

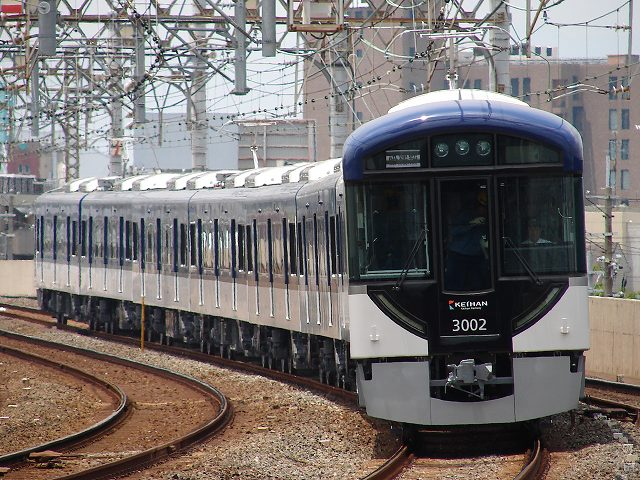
投入前に試運転中の3000系
（原形）

2008年（平成20年）10月19日の中之島線開業に併せて、同線に直通する快速急行に使用する車両として、川崎重工業で8両編成×6本（48両）が製造された。
2007年（平成19年）4月11日に車両の新造が発表され、2008年（平成20年）4月15日に形式・塗装・車内などの詳細が発表された。同年6月から9月にかけて3001F - 3006Fの6本が落成し、中之島線が開業した10月19日に営業運転が開始された。
これまで京阪電車において、主に駅サイン類のデザインを手がけてきたGKデザイン総研広島（GK-DSH）が初めて車両デザインを担当した。車両全体の基本デザインコンセプトは、京阪沿線の文化・風情に現代的感覚を融合させた「風流の今様」とされ、「花鳥風月」、特に「月」をモチーフとした「ダイナミック・スラッシュ・ムーン」と称する円弧状のデザインを、先頭車の前面をはじめ、車内の手すりや座席ヘッドカバーなどにも展開している。
2021年（令和3年）1月31日の本系列への「プレミアムカー」導入に伴い、2020年（令和2年）から2021年（令和3年）にかけて、さらに6両が製造された（後述）。

## 車体
構体は6000系以降の京阪標準の中空大型押出し形材を用いたアルミニウム合金製のダブルスキン構造で、川崎重工業のefACE構体を初採用し、一部摩擦攪拌接合が用いられている。京阪線の両開き扉車としては1650型以来の戸袋窓が設けられた。乗降扉や窓には断熱性に優れたグレーガラスを採用、一部を除き二重化して高い遮音性を確保している。
車体塗色は紺色（エレガント・ブルー■）と白色（アーバン・ホワイト□）に、銀色（スマート・シルバー■）帯の組み合わせで、水都大阪とともに京のれんや伝統と格式をイメージさせる紺色に白と銀色を加えることで、都市のきらめきや石庭における川の流れを感じさせるカラーデザインとした。
種別・行先表示器は京阪の車両で初めてフルカラーLED式が採用されたほか、京阪線系統の車両で初めてシングルアーム式パンタグラフ（PT7163-A）を採用した。
ヘッドライトは当初は全編成がシールドビームであったが、2016年（平成28年）までに全編成とも13000系と同じタイプのLEDに変更された。
2017年（平成29年）には、先頭車正面貫通扉部分のガラスを下方に拡大するとともに、車両番号および「KEIHAN」ロゴが左右に移され、液晶ディスプレイと装飾灯が新設された。最初に改造が実施され、同年8月4日から営業運転に復帰した3003Fを皮切りに、同年9月15日までに6編成全ての正面デザインの変更を完了、翌日の16日から液晶ディスプレイ及び装飾灯の使用を開始した。ディスプレイには、特急運用時には京阪特急伝統の鳩マークが、快速特急「洛楽」運用時には装飾灯を点灯のうえ、これまでの愛称板に代えて「洛楽」の愛称ロゴマークがそれぞれアニメーション表示される。

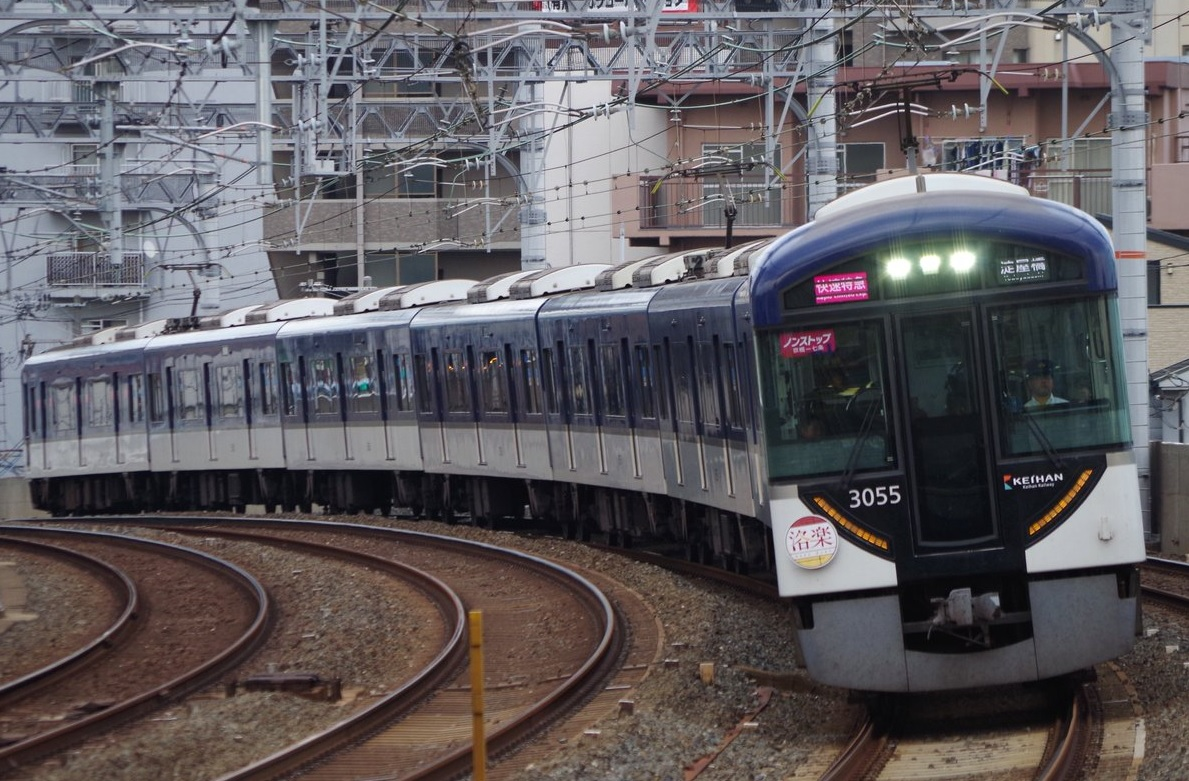
正面デザイン変更後 （液晶ディスプレイ使用開始前）
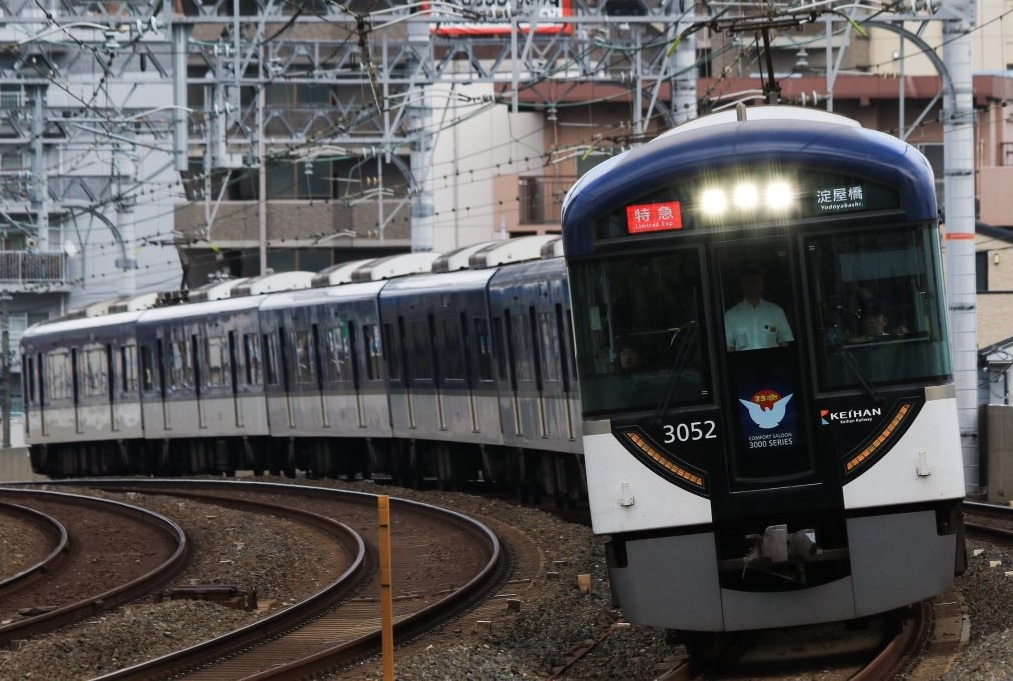
液晶ディスプレイに京阪特急のシンボル・鳩マークを掲出
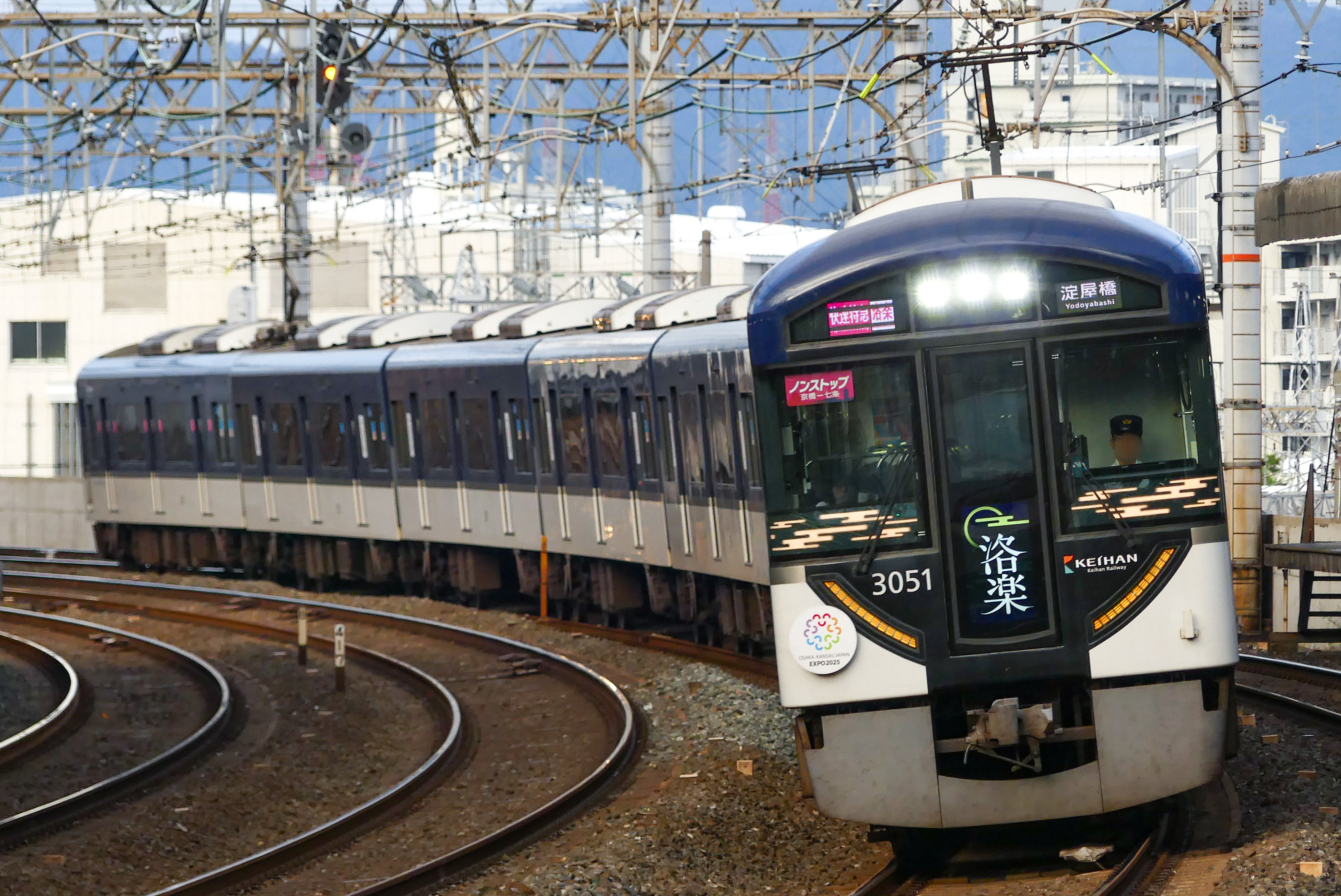
快速特急「洛楽」運用中の3000系

2017年（平成29年）12月頃から「快速特急」「臨時快特」の種別表示に[洛楽]の愛称が加えられたほか、行先表示が、上り（出町柳方面行き）列車において大阪府内走行中は「三条」「出町柳」がそれぞれ「[京都]三条」「[京都]出町柳」に、下り（淀屋橋方面行き）列車において京都府内走行中は、「淀屋橋」「中之島」がそれぞれ「[大阪]淀屋橋」「[大阪]中之島」となるように変更された。
2019年（令和元年）7月21日から8月12日までの期間限定で、液晶ディスプレイの鳩マークおよび「洛楽」ロゴに花火のアニメーションが加えられた。

## 機器
主回路は10000系と同一の東洋電機製造製IGBT素子2レベルVVVFインバータ制御であり、起動加速度も10000系と同一の2.8 km/h/sである。8両編成時の電動車 （M）と付随車（T）の構成（MT比）は3M5Tである。
先頭車には車輪の空転を防ぐ増粘着材噴射装置 ・運転状況記録装置・ホーム検知装置が設置されている。
冷房装置は能力24.2 kW（21,000 kcal/h）の集約分散式を屋根上に2基搭載している。

## 内装
メインカラーに濃紺、サブカラーには桜鼠（さくらねず）、墨を用い、乗降ドアおよび貫通引き戸を墨木目、床は石畳をイメージしたデザインとし、アクセントカラーに橙を配した、日本の伝統色を用いた内装としている。
座席は、事前アンケートにおいて、8000系特急車同様の2人掛け座席を希望する利用者が多く、また女性客からの1人掛け座席を希望する声を踏まえ、ラッシュ時の立席スペース確保と閑散時の京阪間直通客を中心とした着席サービスを両立させるために、乗降ドア間に2+1列、運転席後部に2+2列の転換クロスシート（乗降ドア横の座席も含め全ての座席が転換可能）を、車端部にセミハイバックロングシートを配した。1人あたりの座席幅を450 mm（2人掛けクロスシート部分）- 470 mm（ロングシート部分）に拡大しつつ、クロスシート部においても2+2配列の倍近い916.5 mmの通路幅を確保している。非常通報装置を併設した車椅子スペースも設置される。
座席の表地には東レ製のスエード調マイクロファイバー素材「エクセーヌ」を鉄道車両として初採用し、転換クロスシート部にはタグが取り付けられた。2013年（平成25年）よりセーレンの消臭抗菌機能付き繊維「DEOEST（デオエスト）」、2020年（令和元年）からは更に消臭機能が向上した同社製の「INODOR（イノドール）」を使用した表地に順次交換されている。カーテンはフリーストップ式で、水の波紋をイメージしたデザインとしている。吊り革は、内外装デザインと調和する濃紺色（ベルト部分は墨色）の特注品とされたが、ドア付近における跳ね上げ式吊り革の採用は見送られた。
天井は難燃基準改正に対応して冷房吹き出し口や蛍光灯カバーの材質が見直され、後者は樹脂に代わってグラスファイバーを採用した。
車内案内表示装置は、京阪の車両では初の液晶ディスプレイ（LCD）とし、同じく初となる扉開閉予告灯とあわせて、各乗降ドア上部に1か所設けられた。種別・行先や停車駅、ドアの開閉方向など各種案内のほか、朝日新聞社・共同通信社提供の文字ニュースや天気予報にも対応する。車両間の貫通扉は自動ドアで、8000系同様、戸当たり柱に赤外線センサーを設け、取っ手を握ると開く仕組みになっている。
自動音量調整機能つき自動放送装置を搭載しており、快速特急・特急・快速急行・通勤快急でのみ使用していたが、2018年（平成30年）3月より、4か国語対応のタブレット型自動放送装置が順次導入され、全種別で自動放送が行われるようになった（従来の日本語・英語に加え、中国語・韓国語の放送にも対応。詳細は京阪特急#車内チャイム・ジングル・自動放送を参照）。
車内妻面に掲出される車両番号・落成年次・製造メーカー・禁煙ピクトグラム・号車番号表示は、東日本旅客鉄道（JR東日本）209系などと同様に、全て1枚のステッカーにまとめられ、本系列以降の新造車および8000系以降のリニューアル車にも波及した。
2025年（令和7年）より、6000系更新車以降に採用されているドアチャイムが新たに搭載されている。

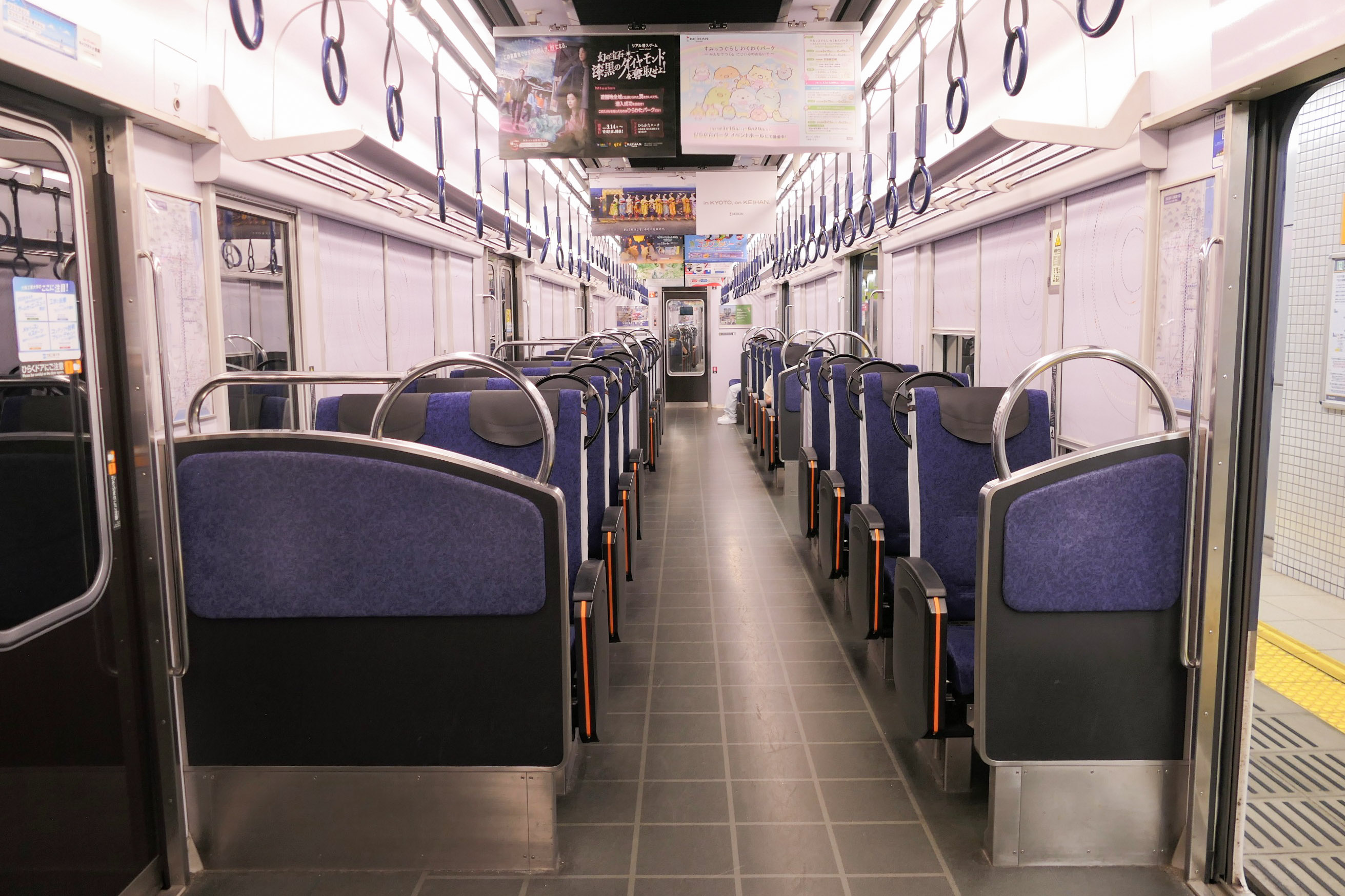
車内 座席は横1列+2列配置
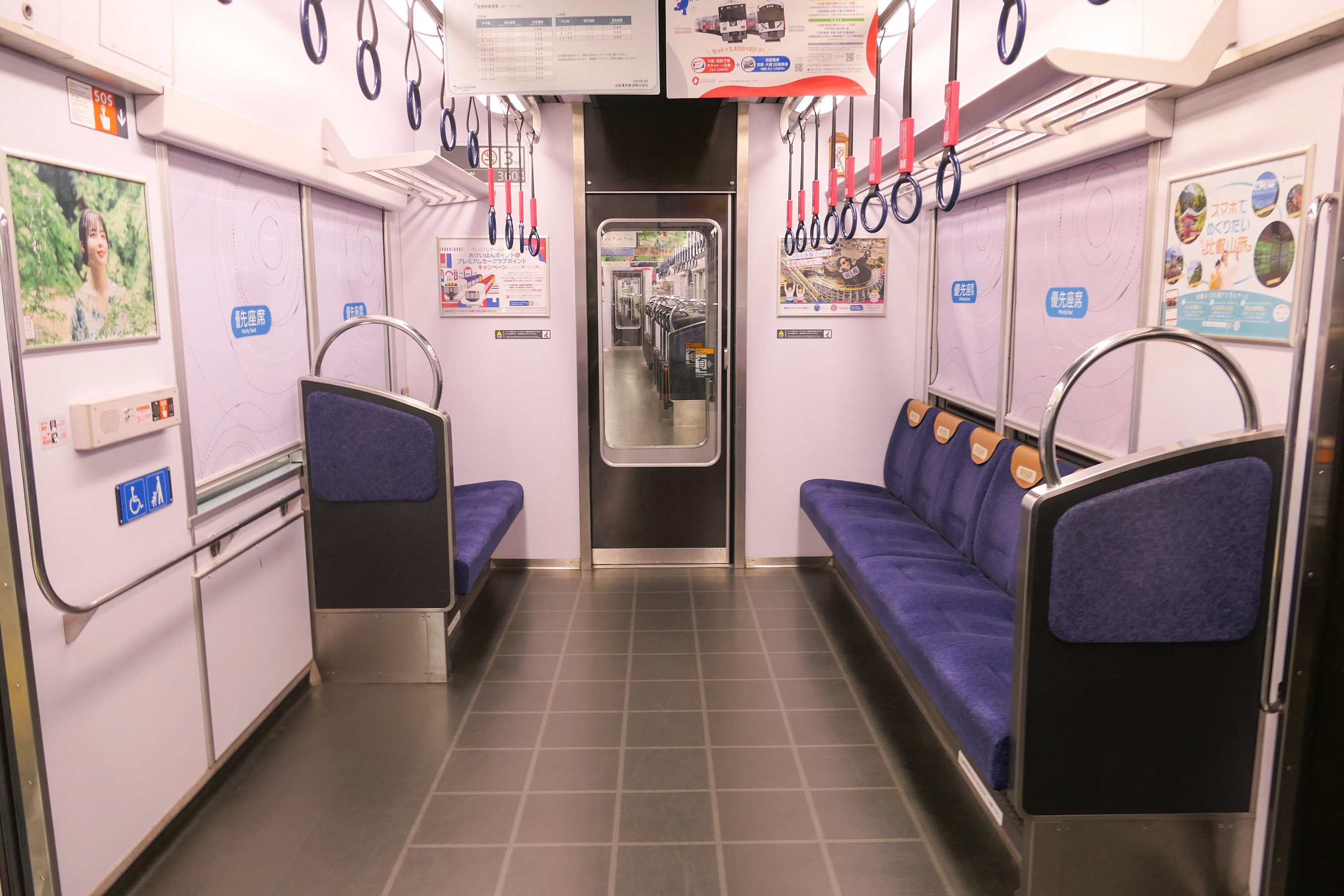
優先席・車椅子スペース
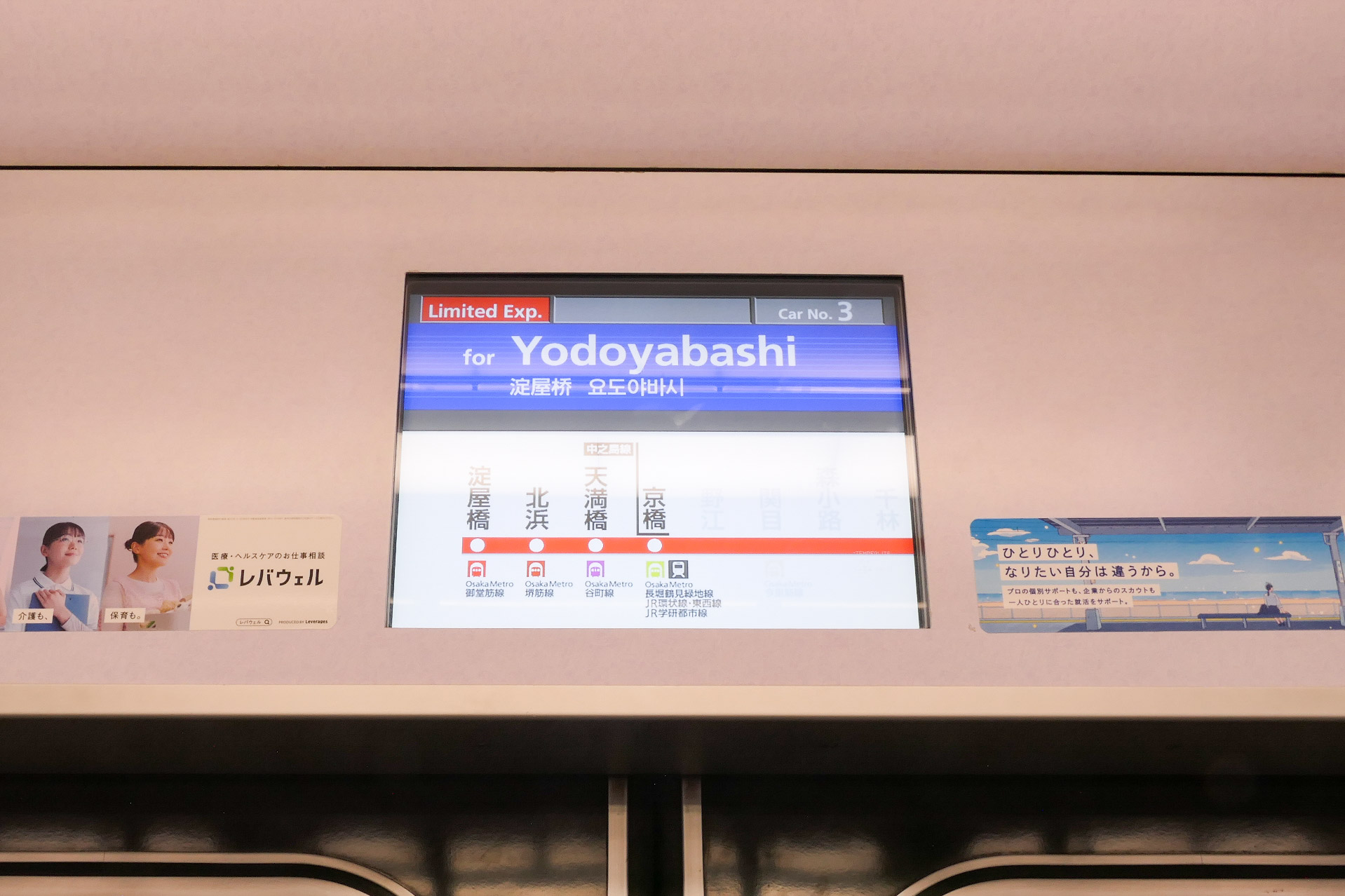
LCD式の車内案内表示装置
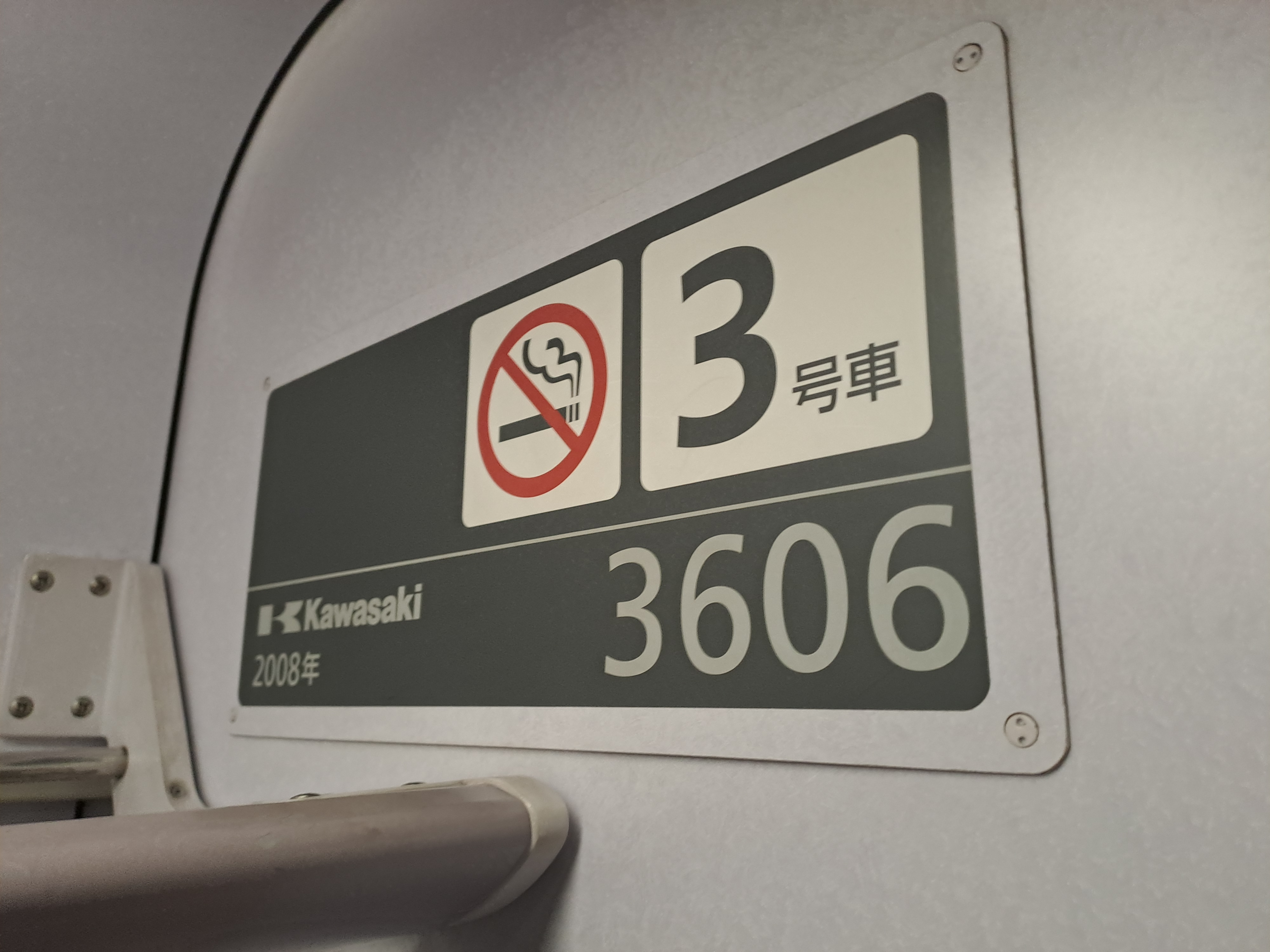
車内妻面に掲出されている車両番号・落成年次・製造メーカー・禁煙ピクトグラム・号車番号表示

## プレミアムカー

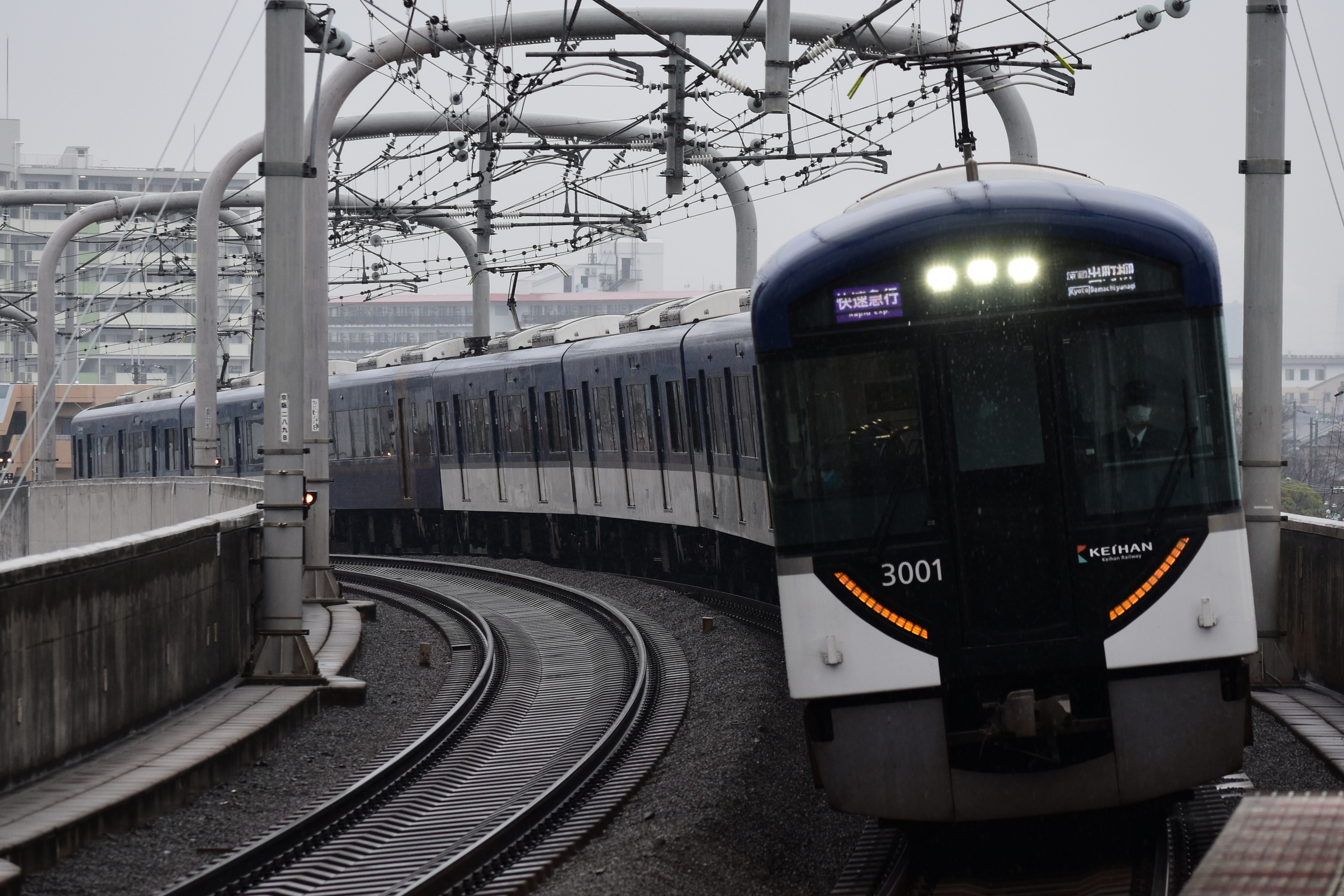
「プレミアムカー」（手前から3両目）導入後

2018年（平成30年）7月10日、京阪は8000系に連結の有料座席指定特別車両「プレミアムカー」の好調を受けて、本系列にも展開する調整に入ったと報じられた。同年11月8日には本系列用プレミアムカーの新造を正式に発表、2019年（令和元年）6月14日には『2019年度 設備投資計画』において新造に着手すると発表した。2020年（令和2年）5月12日には、2021年（令和3年）1月からの導入を発表、2020年（令和2年）12月から2021年（令和3年）1月にかけて3850形3851 - 3856の6両が製造され、同年1月31日のダイヤ改定に合わせて営業運転を開始した。投資額は12億円である。
なお、2023年（令和5年）3月30日に発表された中期経営計画において、2025年（令和7年）秋を目途に、本系列に連結する「プレミアムカー」を編成中2両に増やす予定となっている。

### 車体
車体塗色は本系列のエレガント・ブルー■を基調に、扉周りおよび帯色は8000系プレミアムカーを踏襲した金色■としている。扉は片側1扉ながら両開きとすることで側窓形状を統一、全て固定窓とした。
側面案内表示器にはAGC・交通電業社共同開発の「infoverre Windowシリーズ Barタイプ」を鉄道車両としては世界で初めて導入し、複層ガラスの層間に内蔵することで省スペース化を図った。発車前の閉扉時には鳩マークや「PREMIUM CAR」ロゴがアニメーション表示される。

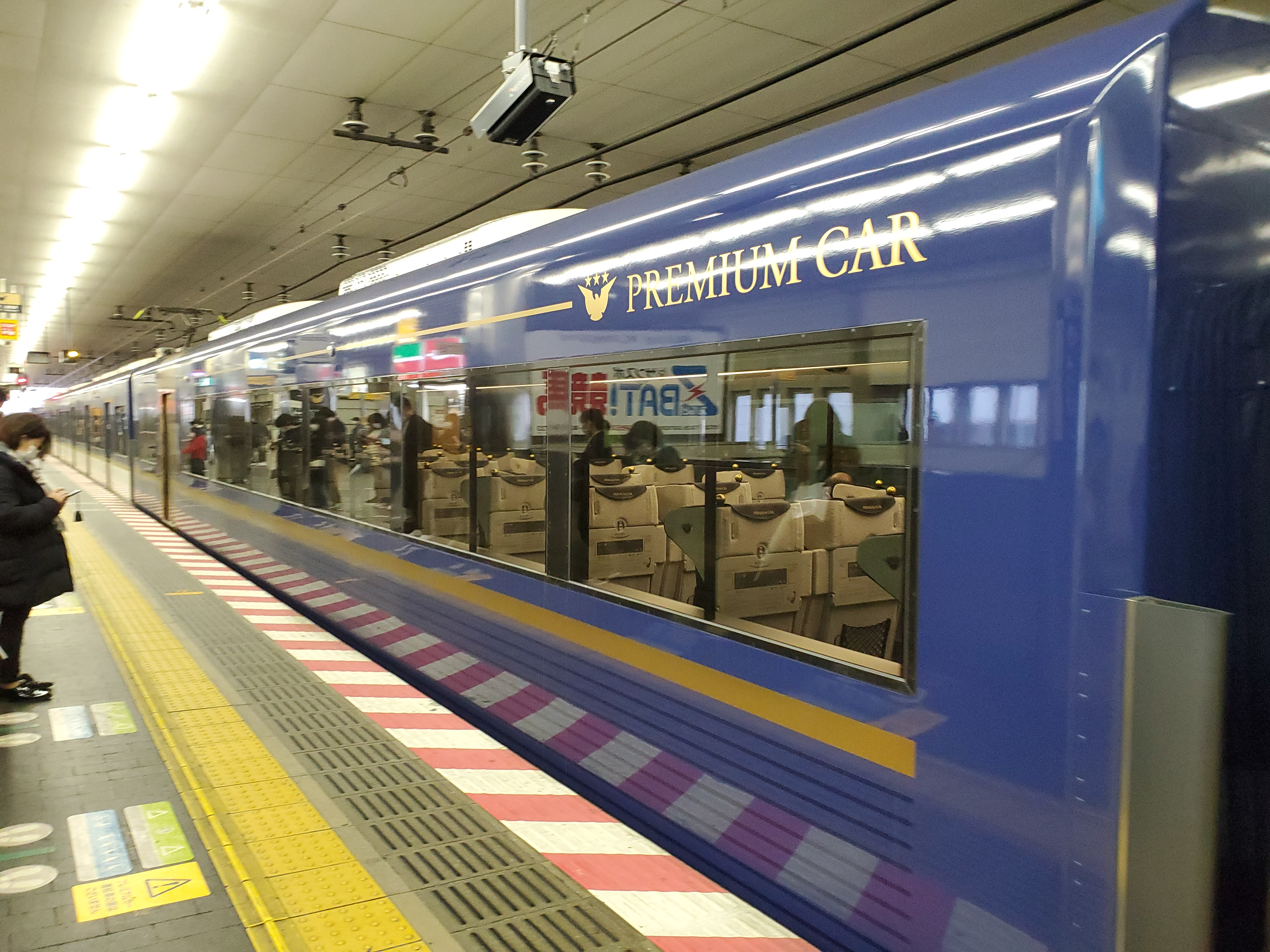
3000系「プレミアムカー」外観
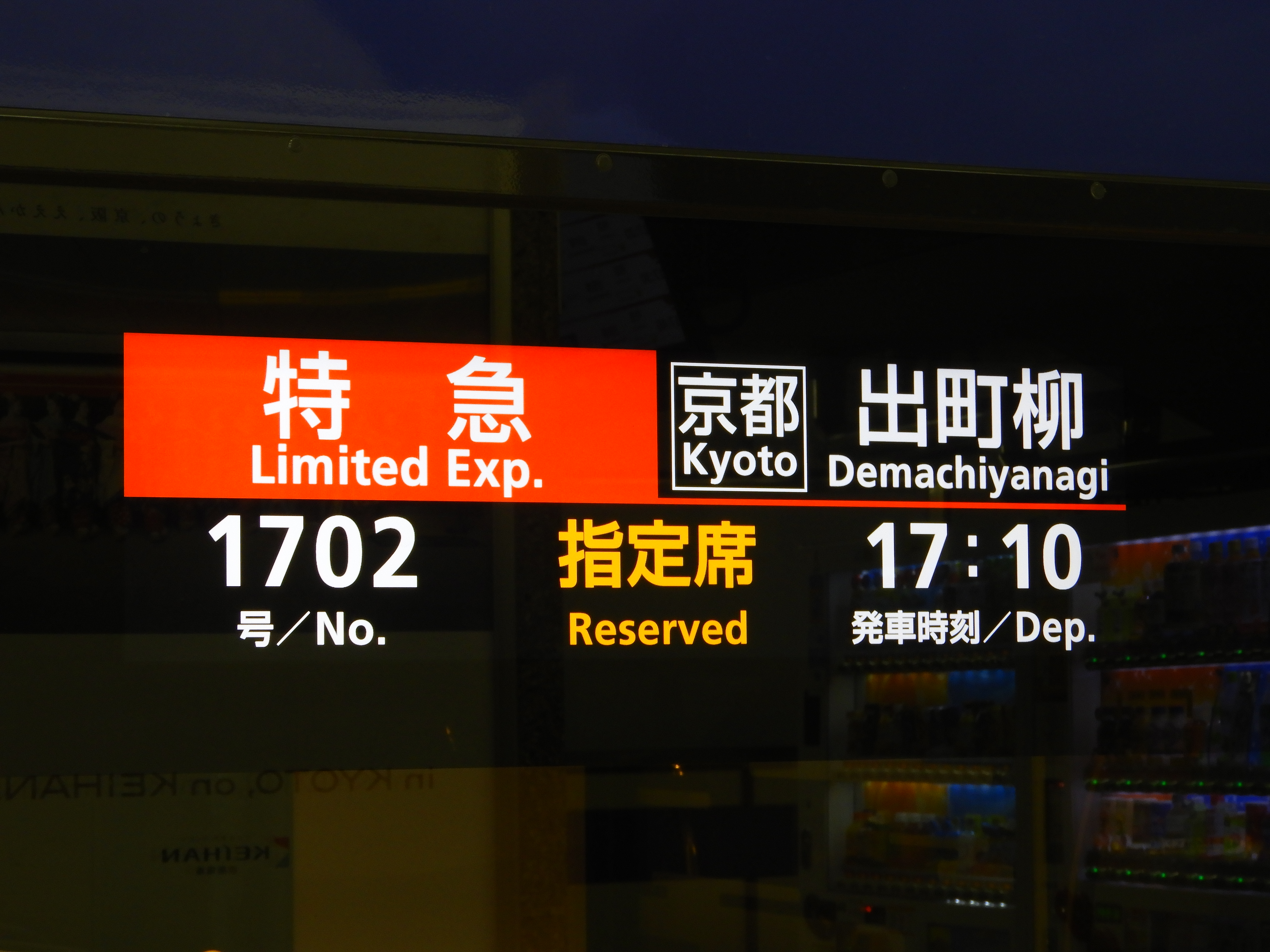
「infoverre」行先表示器

### 内装
8000系プレミアムカーの仕様を踏襲しつつ、各種改良が加えられている。座席配置の最適化により、シートピッチを20 mm拡大した1,040 mmとした。前述のとおり側窓形状が統一され、すべての座席で窓割と一致するようになったほか、パーティションの構造を見直し、大型テーブルが使用可能な座席を増やしている。座席はクッションに改良が加えられ、構造上開扉時に風が吹き込みやすい京都（出町柳）方車端部4席にのみ背もたれヒーターが設置された。また、車内案内表示器に「infoverre」を採用している。

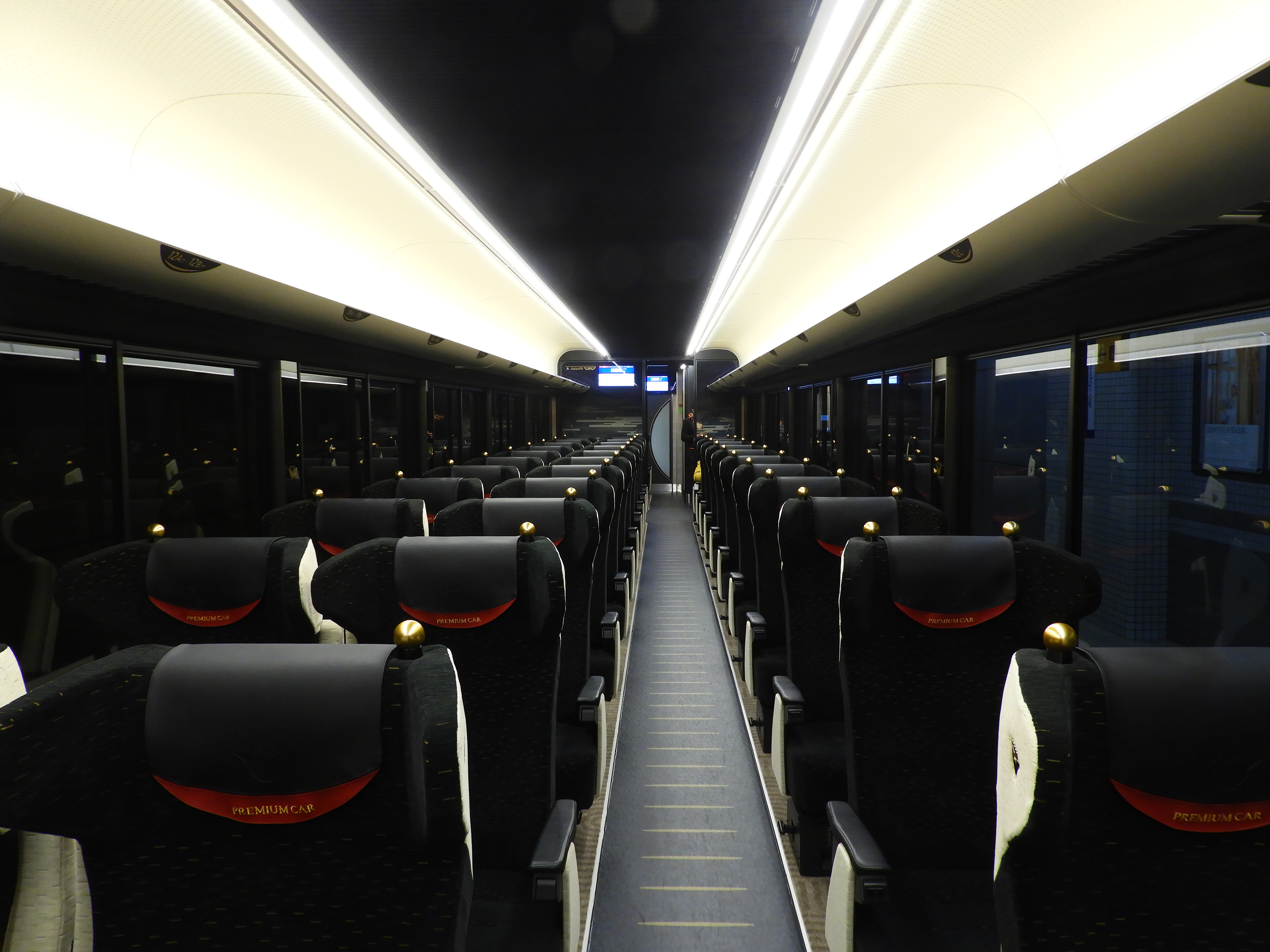
プレミアムカーの車内
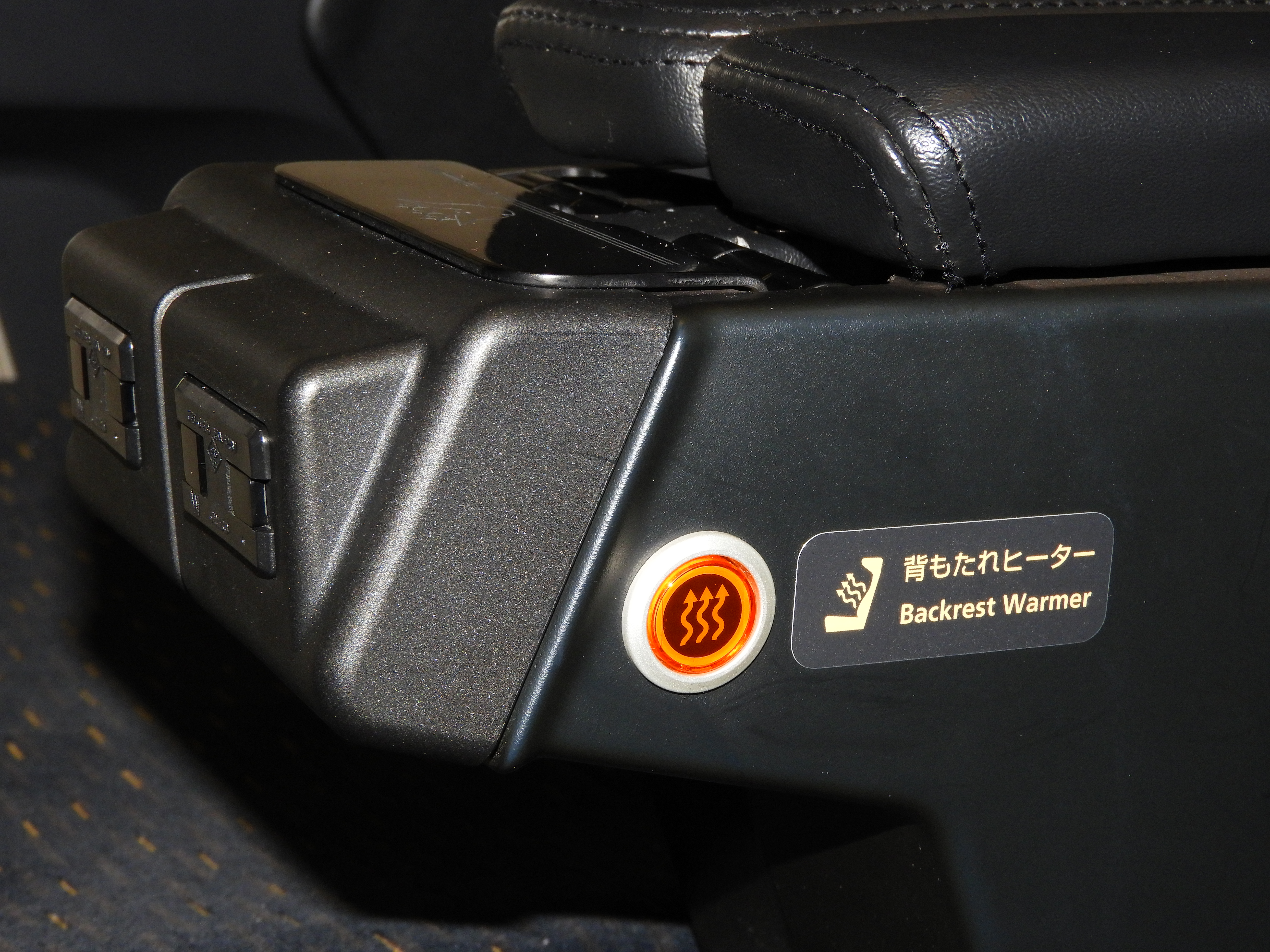
背もたれヒーターの操作スイッチ

## 半端車の13000系編入

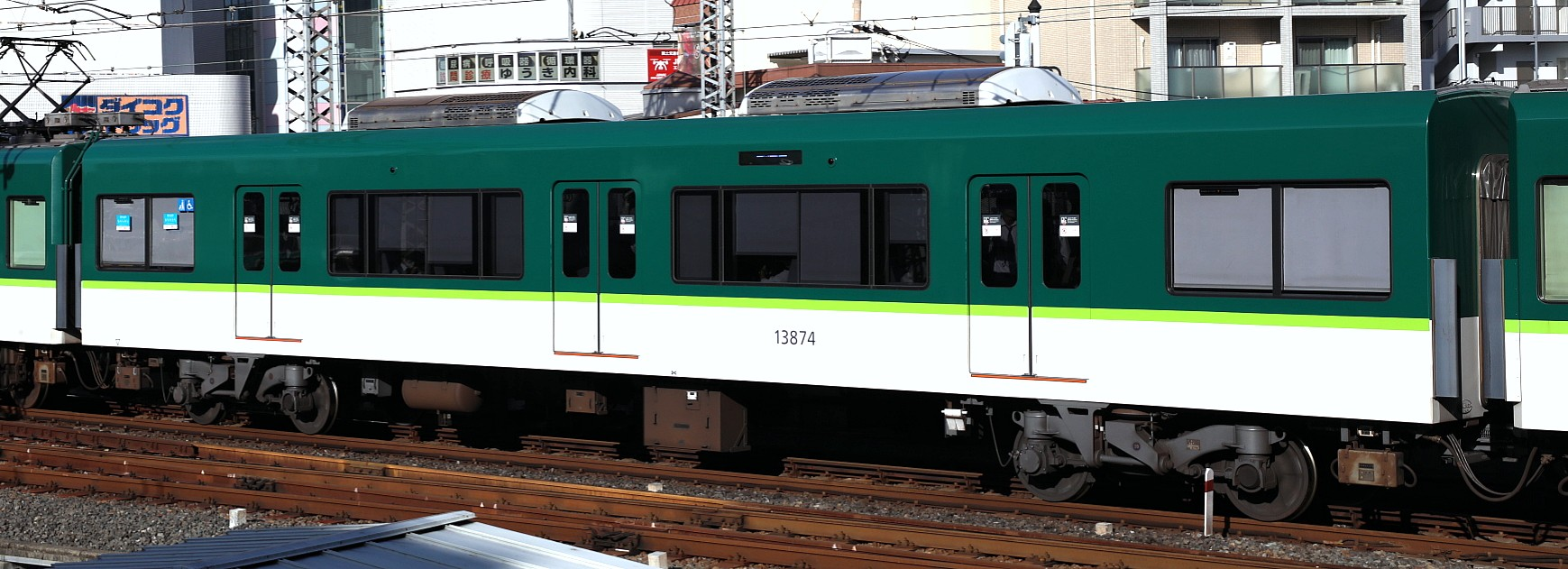
13000系に編入された半端車

プレミアムカーの連結に際して、3750形中間車が置き換えられ半端車（余剰車）となった。この時点では、今後の活用方法等は未定となっていたが、2023年（令和5年）6月に13000系の中間車として順次改造の上組み込まれることが発表された。
最初の改造車は、13871号車に改番のうえ、13021Fの大阪方2両目に組み入れられ、営業運転に復帰している。車体塗装は緑（シティ・コミューター）色に変更されたが、車内は3000系時代（コンフォート・サルーン仕様のセミクロスシート配置）のままとなっている。京阪の通勤型車両では9000系以来となるクロスシート車で、転換クロスシート装備は本形式が初めてである。

## 運用

### 定期運用
2025年（令和7年）3月22日改定ダイヤ以降では、終日の特急のほか、朝夕時間帯の快速急行（淀屋橋発着。土休日は夕方から20時台まで運用あり）で運用され、かつては2011年（平成23年）5月28日のダイヤ改定以前と2021年（令和3年）9月25日のダイヤ改定以前のように本系列の運用は快速急行主体に戻されたが、2025年3月22日ダイヤ改定で廃止された。現行の2025年（令和5年）3月22日改定ダイヤでは、前述の特急・快速急行のほか、快速特急「洛楽」のうち、平日の上り1本と土休日の下り全列車にも充当される。その他、2025年ダイヤ改定に新設された土休日夕方限定の急行淀発出町柳行きは本系列に充当されており、本系列にとっては初めて、プレミアムカー営業の定期急行に充当されるようになる。なお、本系列充当の場合は快速急行でも「プレミアムカー」サービスを実施する。
導入当初の2008年（平成20年）10月19日改正ダイヤでは、中之島線中之島駅 - 出町柳駅間の快速急行・通勤快急を主体に、早朝深夜には淀屋橋駅 - 天満橋駅間にも入線し、特急・急行・準急・区間急行・普通にも運用されていた。2011年（平成23年）5月28日のダイヤ改定で日中の快速急行が廃止となって以降は、淀屋橋駅 - 出町柳駅間の特急のうち概ね3本に1本に充当されるようになった。
2009年（平成20年）9月12日のダイヤ改定では、平日夜間の上り特急6本が新たに本系列の運用となった。これに伴い、夜間の快速急行6往復12本が本系列から一般車に差し替えられ、21時台の上り快速急行は樟葉止まりとなった。なお、平日朝の区間急行2本にも運用された。
2011年（平成21年）5月28日のダイヤ改定からは、特急中心の運用となり、平日朝ラッシュ時の特急にも充当されることになったため、1号車（京都方先頭車）に女性専用車両が設定された。中之島線への入線は平日ラッシュ時のみとなり、夜間に設定された出町柳発淀屋橋行きの快速急行にも充当された。
2013年（平成25年）3月16日のダイヤ改定で、平日夕方ラッシュ時の中之島線への乗り入れが一旦廃止された。土休日ダイヤの下り快速急行が全て淀屋橋行きとなり、夜間に本系列の運用があった。
2016年（平成28年）3月19日のダイヤ改定で、通勤快急・快速急行の運用がさらに削減され、土休日ダイヤの快速急行運用は全廃された。平日の通勤快急は1列車のみ、快速急行は夕方の中之島発樟葉行きのみとなった一方、樟葉発中之島行きの準急で夕方の中之島線乗り入れが再開された。また、本系列としては初めて、通勤準急の定期運用が設定された。土休日ダイヤにおいては、特急のほか、一部の急行・準急・区間急行・普通などにおいて運用された。

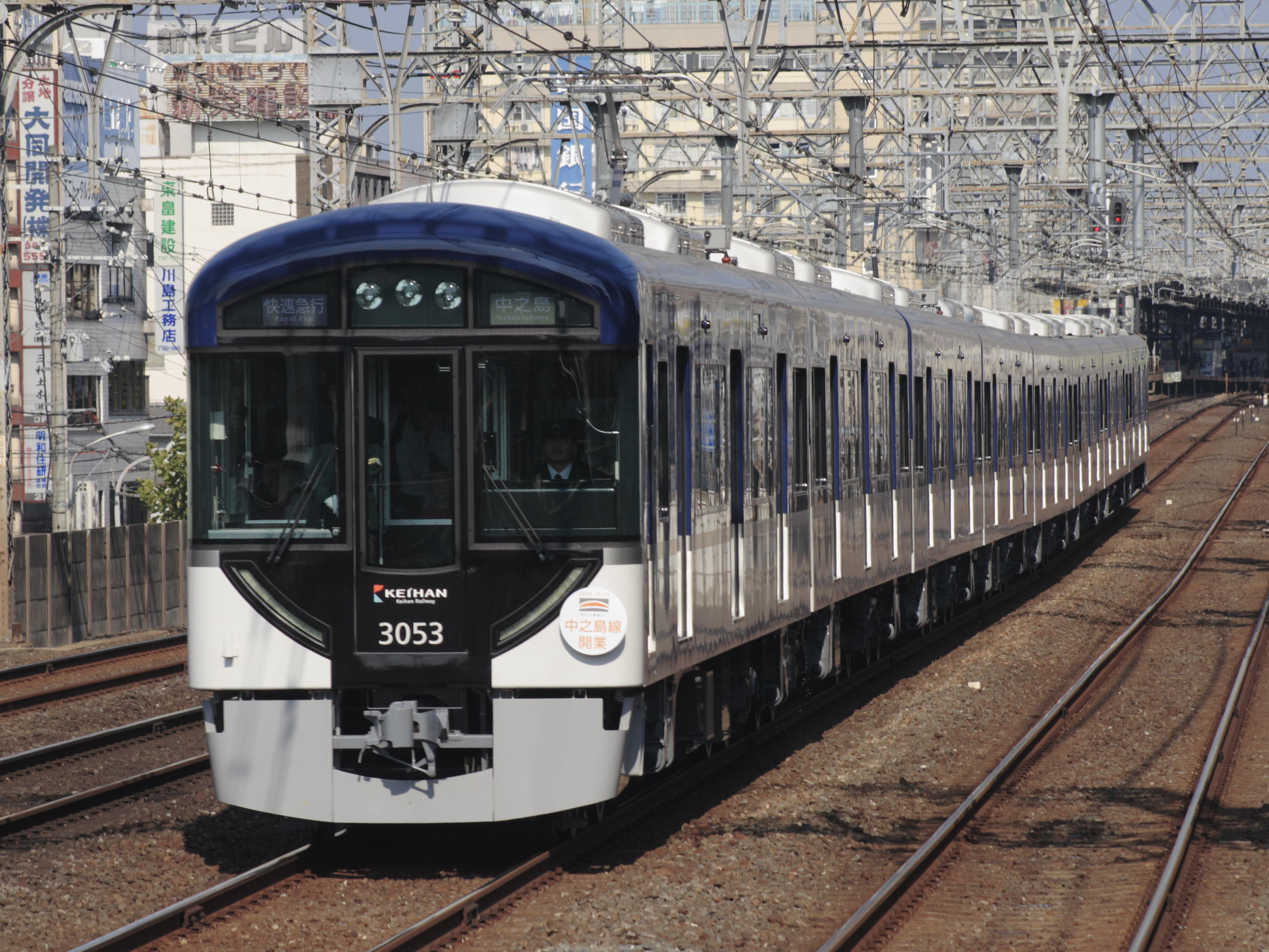
中之島線開業直後の快速急行運用

2017年（平成29年）2月25日のダイヤ改定では、快速特急「洛楽」が平日にも設定され、「洛楽」は原則本系列での運転となった。ただし、春秋行楽期には土休日ダイヤの定期列車が8000系に変更された。
2018（平成30年）年9月15日のダイヤ改定では、土休日の快速特急「洛楽」の定期列車が8000系（プレミアムカー連結）での運行となり、本系列の「洛楽」への充当は平日の2往復および土休日の臨時列車のみとなった。平日朝に新設の快速急行1本に充当されたが、通勤快急運用が消滅、中之島線への乗り入れは平日朝と土休日深夜の区間急行と普通のみに縮小された。
2021年（令和3年）1月31日改定ダイヤでは、本系列用「プレミアムカー」のサービス開始に伴い、運用は快速特急「洛楽」・特急のみとなっていた。また、営業列車での中之島線入線がなくなった。

### 臨時列車等

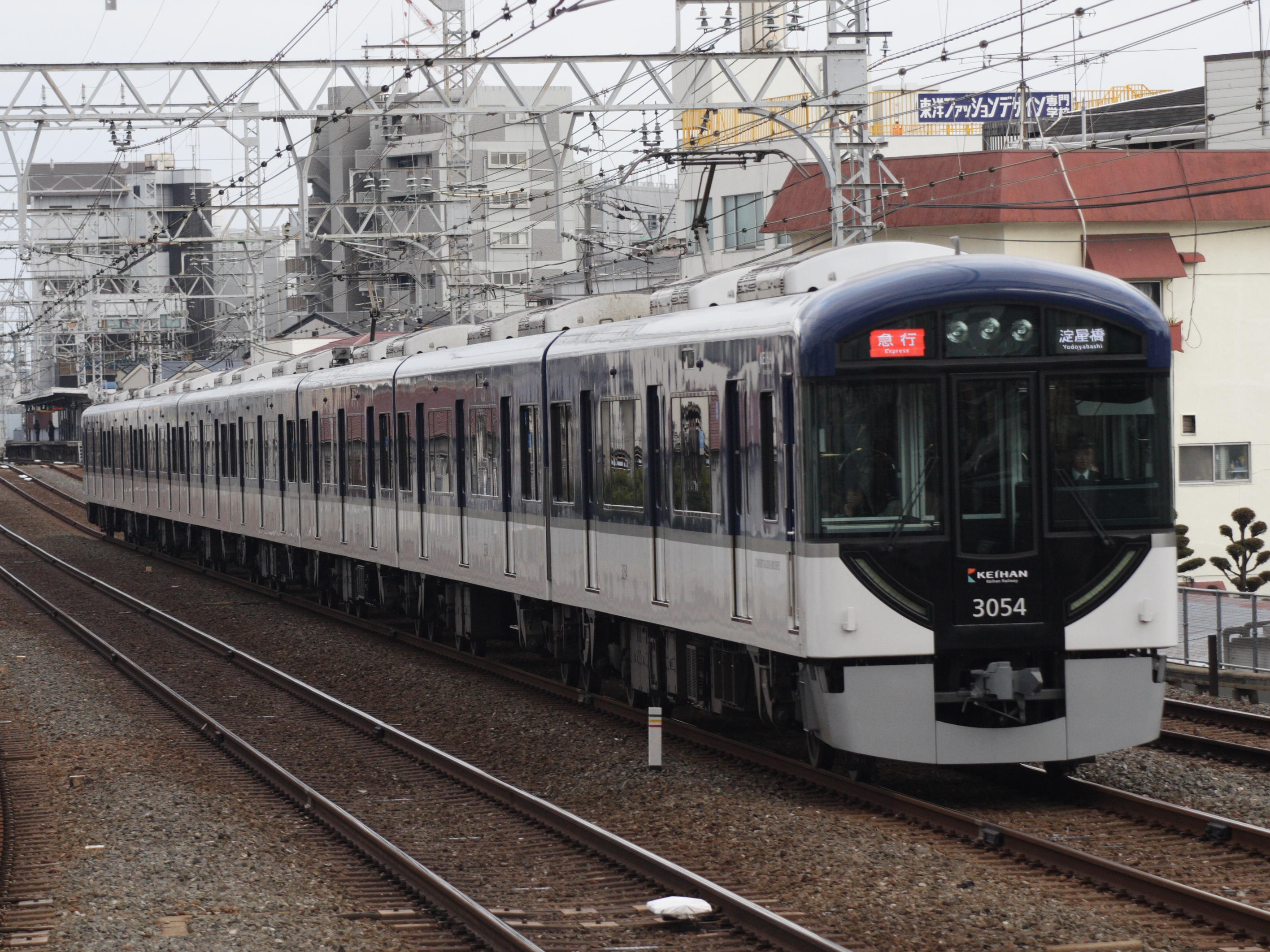
正月ダイヤでの急行運用（2009年1月撮影）

一般営業運転開始前の2008年（平成20年）9月19日には、鉄道友の会京都支部・阪神支部の合同による試乗会が開催され、天満橋駅 - 寝屋川車両基地間を往復した。
営業運転初日の2008年（平成20年）10月19日には3001Fが中間車（3701）を1両抜いた7両編成で中之島発開業初列車（普通出町柳行き）に使用された。
春秋行楽期の臨時特急にも充当され、正月ダイヤでは特急・急行・準急に運用された。2022年には正月ダイヤ初の快速急行が設定されたほか、一部の急行においても「プレミアムカー」サービスが実施された。
2009年（平成21年）10月18日には、寝屋川車両基地で開催される「ファミリーレールフェア」に12歳以下の子どもと保護者らを輸送する抽選制特別列車「ファミリーレールフェア号」に、3003Fが5両編成に組成されて運用された。なお、会場内には3001Fが展示された。
同年11月14日には、中之島駅でローレル賞の授賞式が行われ、鉄道友の会会員を乗せた記念電車が中之島駅 - 寝屋川車庫間で運転された。
同年の京都市美術館（三条駅から地下鉄東西線乗り換え東山駅または神宮丸太町駅下車）ならびに国立国際美術館（渡辺橋駅下車）での「ルーヴル美術館展」開催期間中は、編成前後でそれぞれ異なるデザインの円形ヘッドマークを掲げて運行していた（京都方に茶色ベース、大阪方に緑色ベースのヘッドマークを掲出）。
2010年（平成22年）7月7日には、交野線私市駅で開催される「ひらかた☆かたの 七夕伝説 『おりひめ』と『ひこぼし』の出逢い」のイベント用臨時列車「おりひめ」として、3001Fが4両編成に短縮されて同線で運用された。
2014年（平成26年）秋の特別ダイヤでは、快速特急「洛楽」を補完する形で淀屋橋発の快速急行が初めて運行され、5列車中4列車が本系列の運用であった。2015年（平成27年）の春・秋にも同様に特別ダイヤが実施された。2016年（平成28年）3月19日のダイヤ改定で、先述の淀屋橋発の快速急行が快速特急「洛楽」と共に定期化され、夕方の出町柳発も設定されたが、本系列は当該の快速急行の運用からは外れた。
2017年（平成29年）から2019年（平成31年・令和元年）までは毎年、春・秋の特別ダイヤでは、淀屋橋発出町柳行き臨時快速特急「洛楽」・出町柳発中之島行き臨時特急が運行された。2018年（平成30年）秋の特別ダイヤ以降はこれに加えて寝屋川市発出町柳行き臨時快速急行も運転されていた。
2018年（平成30年）1月1日から3日までの正月ダイヤ（2019年・2020年・2021年も同様）では、快速特急「洛楽」6往復中4往復（2往復は8000系）が本系列での運用とされた。
2018年（平成30年）7月14日から16日までの夕方、祇園祭に合わせて運転された淀屋橋発三条行き臨時快速特急「洛楽」には本系列が充当された。

## 特別塗色・ラッピングなど
- 2013年（平成25年）3月2日から2014年（平成26年）3月23日まで「きかんしゃトーマスとなかまたち」のラッピングが3006Fに施行され、「きかんしゃトーマス号2013」となった[43]。しかし、3006Fがラッピング期間中に定期検査を迎え運用を離脱したため、残りの期間は3001Fにラッピングが施されていた。
- 2014年（平成26年）10月6日から10月26日まで、京都競馬場で開催の「第75回菊花賞」のラッピングおよびヘッドマークの掲出が3003Fに実施された。また10月19日までは、同日開催の「第19回秋華賞」のヘッドマークも掲出された[44]。
- 2016年（平成28年）8月から2017年（平成29年）3月下旬まで、琵琶湖疏水観光キャンペーン「琵琶湖疏水、水と歴史の、みちめぐり。」の一環として、琵琶湖疏水の名所の風景イメージをデザインしたラッピングが3003Fに実施された[45][46]。
- 2022年（令和4年）9月16日から11月6日まで、ひらかたパークで開催[注 24]の「DETECTIVE CONAN THE MOVIE展 〜銀幕の回顧録〜」を記念したラッピングトレイン「名探偵コナントレイン」が、3005Fを使用して運行された[47][48]。
- 2024年（令和6年）1月から2025年（令和7年）10月まで（予定）、3005Fに2025年日本国際博覧会のテーマである「いのち輝く未来社会のデザイン」を発信するため『大阪・関西万博』のラッピングが施された[49][50][51]。なお、6号車のプレミアムカーにラッピングは施されていない[49][50][51]。
- 2024年（令和6年）4月27日から2025年（令和7年）秋頃まで（予定）、3003Fが「きかんしゃトーマスとなかまたちPRトレイン」として運行されている[52][53]。

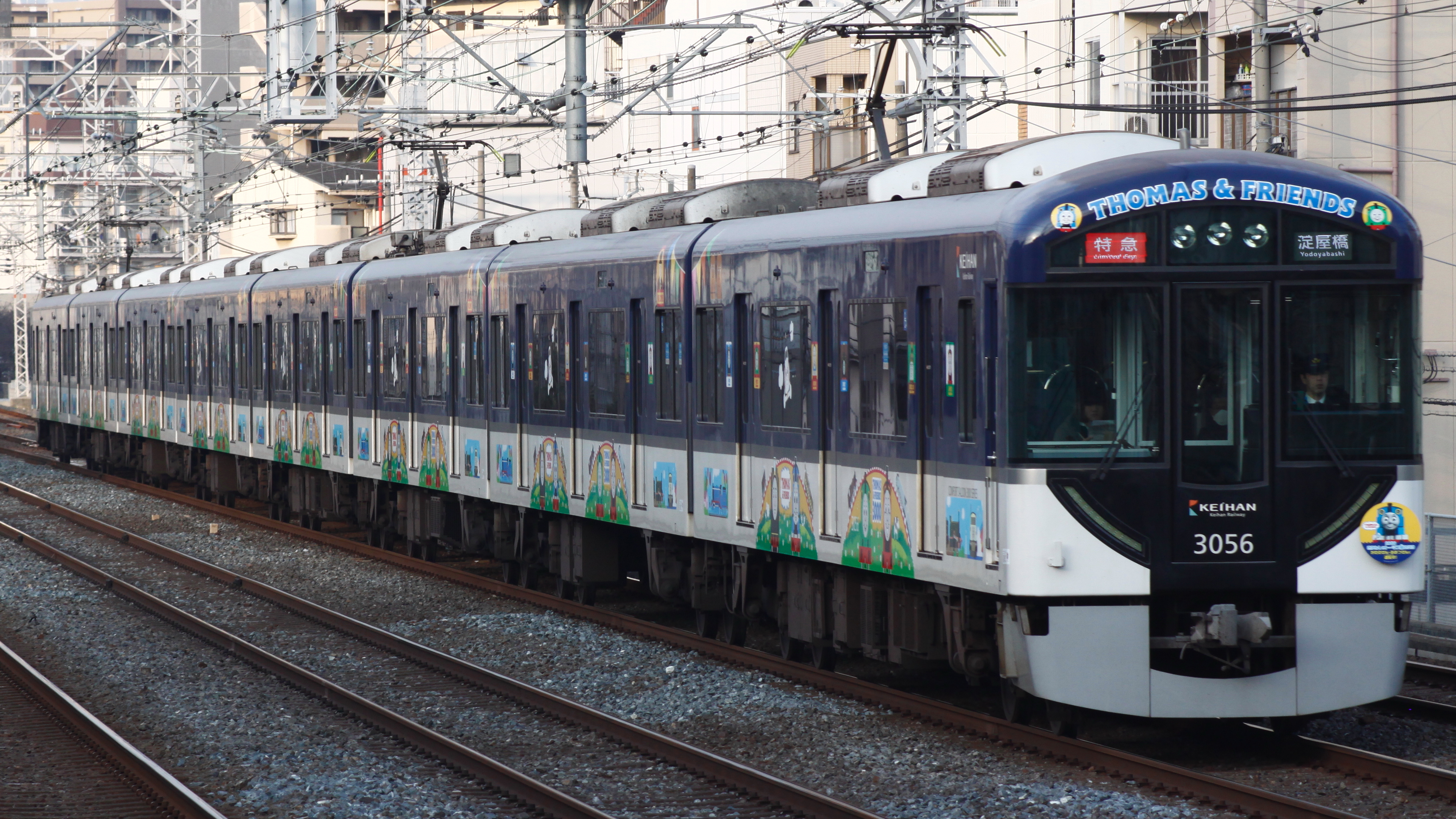
「きかんしゃトーマス号」ラッピングの3006F （2013年3月）
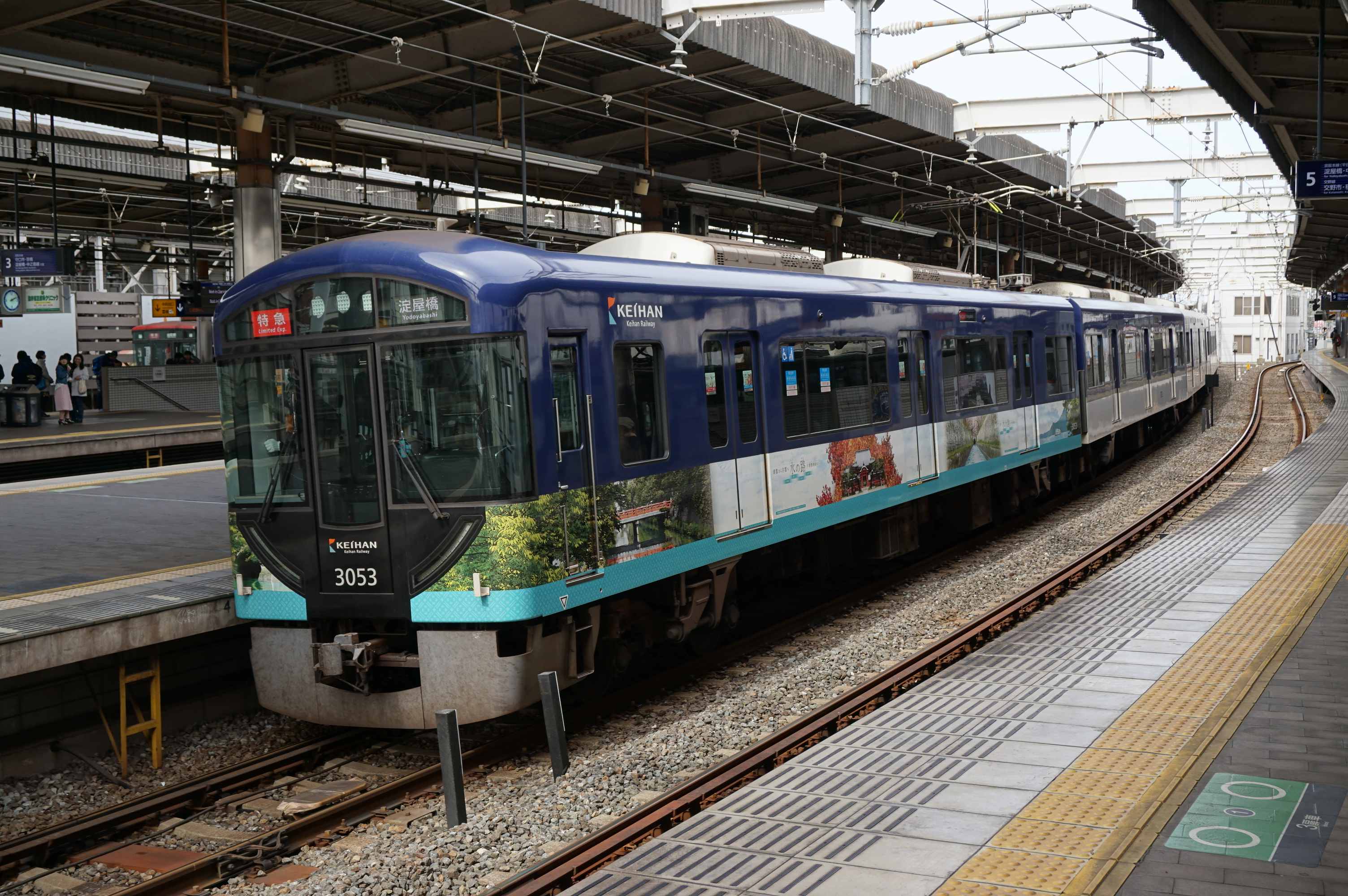
「琵琶湖疏水」ラッピングの3003F （2017年3月）
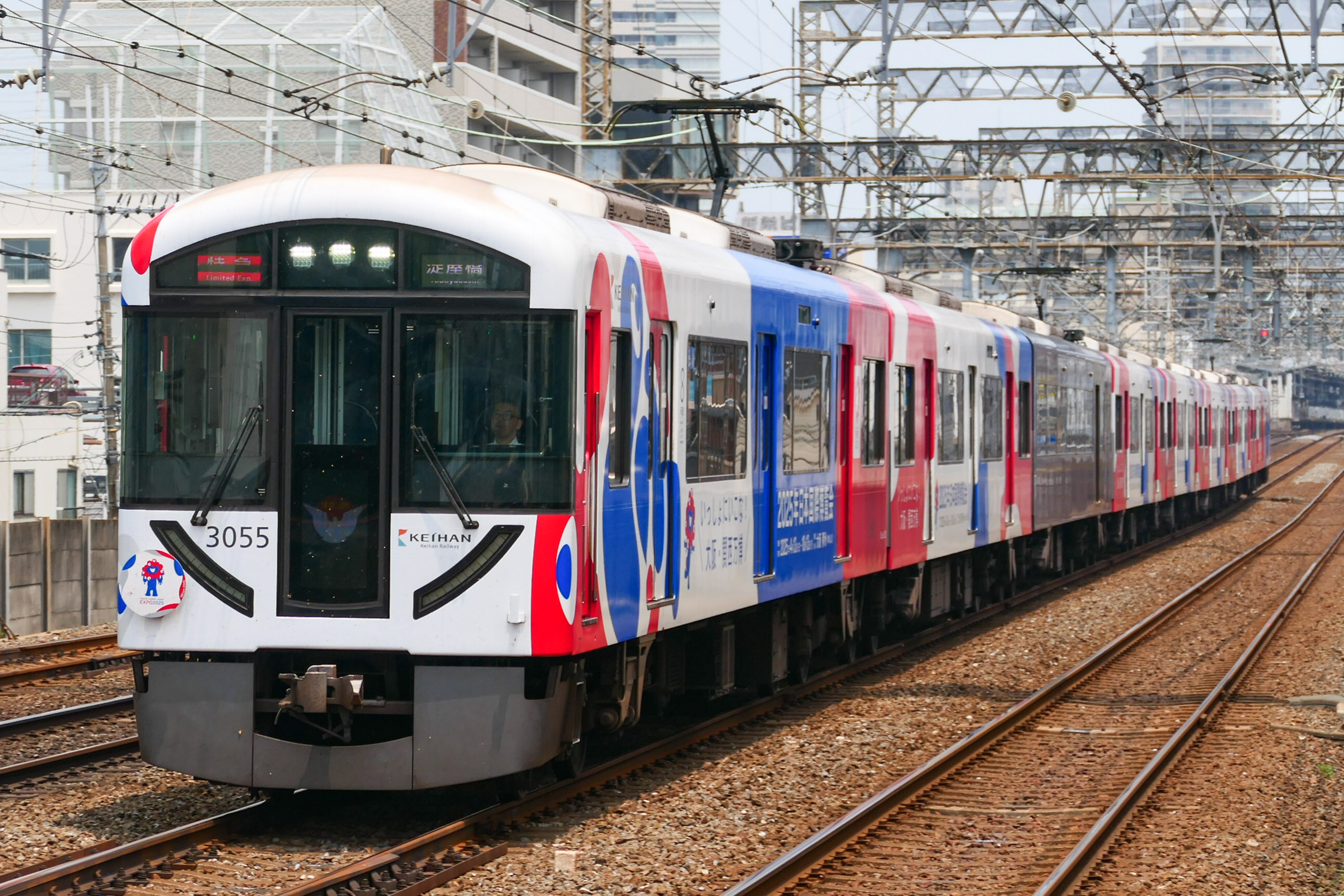
「大阪・関西万博」ラッピングの3005F （2025年7月）
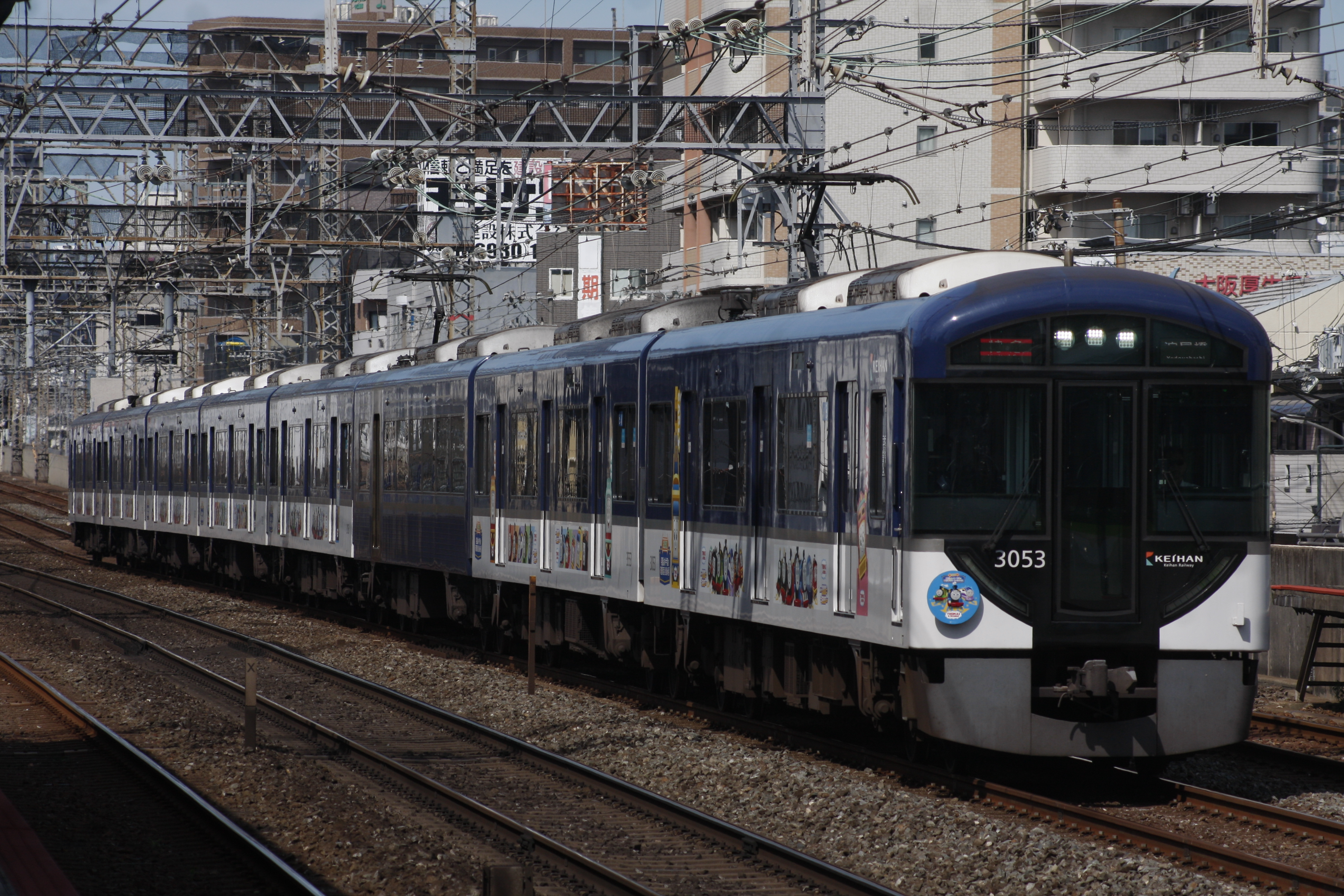
「きかんしゃトーマスとなかまたちPRトレイン」ラッピングの3003F （2025年7月）

## 編成表
| ← 出町柳淀屋橋・中之島 → | ← 出町柳淀屋橋・中之島 → | ← 出町柳淀屋橋・中之島 → | ← 出町柳淀屋橋・中之島 → | ← 出町柳淀屋橋・中之島 → | ← 出町柳淀屋橋・中之島 → | ← 出町柳淀屋橋・中之島 → | ← 出町柳淀屋橋・中之島 → | ← 出町柳淀屋橋・中之島 → | ← 出町柳淀屋橋・中之島 → | ← 出町柳淀屋橋・中之島 →                         |
| ------------------------ | ------------------------ | ------------------------ | ------------------------ | ------------------------ | ------------------------ | ------------------------ | ------------------------ | ------------------------ | ------------------------ | ------------------------------------------------ |
| 形式                     | ＞ 3000 （Mc1）          | 3500 （T0）              | 3600 （T1）              | 3700 （T2）              | ＞ 3150 （M1）           | 3550 （T3）              | 3750 （T4）              | ＜ 3050 （Mc2）          | 竣工                     | 備考                                             |
| 搭載機器                 | VVVF CP                  | SIV                      |                          |                          | VVVF CP                  | SIV                      |                          | VVVF CP                  | 竣工                     | 備考                                             |
| 車両番号 （現車番）      | 3001                     | 3501                     | 3601                     | 3701                     | 3151                     | 3551                     | 3751 （13851）           | 3051                     | 2008/06/30               | 3751は13851に改番（2023/06/19） 13021Fに組み込み |
| 車両番号 （現車番）      | 3002                     | 3502                     | 3602                     | 3702                     | 3152                     | 3552                     | 3752 （13857）           | 3052                     | 2008/07/02               | 3752は13857に改番（2023/08/08） 13027Fに組み込み |
| 車両番号 （現車番）      | 3003                     | 3503                     | 3603                     | 3703                     | 3153                     | 3553                     | 3753 （13853）           | 3053                     | 2008/07/16               | 3753は13853に改番（2023/07/04） 13023Fに組み込み |
| 車両番号 （現車番）      | 3004                     | 3504                     | 3604                     | 3704                     | 3154                     | 3554                     | 3754 （13854）           | 3054                     | 2008/07/31               | 3754は13854に改番（2023/07/10） 13024Fに組み込み |
| 車両番号 （現車番）      | 3005                     | 3505                     | 3605                     | 3705                     | 3155                     | 3555                     | 3755 （13855）           | 3055                     | 2008/08/28               | 3755は13855に改番（2023/07/12） 13025Fに組み込み |
| 車両番号 （現車番）      | 3006                     | 3506                     | 3606                     | 3706                     | 3156                     | 3556                     | 3756 （13856）           | 3056                     | 2008/09/16               | 3756は13856に改番（2023/07/24） 13026Fに組み込み |

| ← 出町柳淀屋橋・中之島 → | ← 出町柳淀屋橋・中之島 → | ← 出町柳淀屋橋・中之島 → | ← 出町柳淀屋橋・中之島 → | ← 出町柳淀屋橋・中之島 → | ← 出町柳淀屋橋・中之島 → | ← 出町柳淀屋橋・中之島 → | ← 出町柳淀屋橋・中之島 → | ← 出町柳淀屋橋・中之島 → | ← 出町柳淀屋橋・中之島 → | ← 出町柳淀屋橋・中之島 →                  |
| ------------------------ | ------------------------ | ------------------------ | ------------------------ | ------------------------ | ------------------------ | ------------------------ | ------------------------ | ------------------------ | ------------------------ | ----------------------------------------- |
| 形式                     | ＞ 3000 （Mc1）          | 3500 （T0）              | 3600 （T1）              | 3700 （T2）              | ＞ 3150 （M1）           | 3850 （T）               | 3550 （T3）              | ＜ 3050 （Mc2）          | 3850形 竣工              | 備考                                      |
| 搭載機器                 | VVVF CP                  | SIV                      |                          |                          | VVVF CP                  |                          | SIV                      | VVVF CP                  | 3850形 竣工              | 備考                                      |
| 車両番号                 | 3001                     | 3501                     | 3601                     | 3701                     | 3151                     | 3851                     | 3551                     | 3051                     | 2020/12/11               |                                           |
| 車両番号                 | 3002                     | 3502                     | 3602                     | 3702                     | 3152                     | 3852                     | 3552                     | 3052                     | 2020/12/05               |                                           |
| 車両番号                 | 3003                     | 3503                     | 3603                     | 3703                     | 3153                     | 3853                     | 3553                     | 3053                     | 2020/12/19               | きかんしゃトーマスとなかまたち PRトレイン |
| 車両番号                 | 3004                     | 3504                     | 3604                     | 3704                     | 3154                     | 3854                     | 3554                     | 3054                     | 2020/12/26               |                                           |
| 車両番号                 | 3005                     | 3505                     | 3605                     | 3705                     | 3155                     | 3855                     | 3555                     | 3055                     | 2021/01/09               | 大阪・関西万博ラッピング                  |
| 車両番号                 | 3006                     | 3506                     | 3606                     | 3706                     | 3156                     | 3856                     | 3556                     | 3056                     | 2021/01/16               |                                           |

凡例
- VVVF：制御装置
- SIV：補助電源
- CP：空気圧縮機
- ＜・＞：集電装置

## 受賞
- 第49回ローレル賞[57]（鉄道友の会・2009年6月15日）
  - 京阪の車両が鉄道友の会から賞を受けるのは、6000系（1984年ローレル賞）以来25年ぶり2度目である。西武30000系電車や豊橋鉄道T1000形電車とともに最終選考段階までノミネートされ、受賞した。
- 2009年度グッドデザイン賞[58]（日本産業デザイン振興会・2009年10月1日）
  - 中之島線内の4つの新駅と同時受賞。京阪では過去に、宇治駅の新駅舎や駅構内でのワゴン販売「プラットボーイ」（現在廃止）でグッドデザイン賞を受賞したことはあるが、鉄道車両で受賞するのはこれが初めてであった。
- 第62回ローレル賞[59]（鉄道友の会・2022年5月26日）
  - 3850形（プレミアムカー）が受賞した。史上初めて、1系列がローレル賞を2度受賞することとなった。また、京阪の車両としては、前述の第49回以来13年ぶり3度目の受賞となった。